# Gethyllis grandiflora
Gethyllis grandiflora är en amaryllisväxtart som beskrevs av Harriet Margaret Louisa Bolus. Gethyllis grandiflora ingår i släktet Gethyllis och familjen amaryllisväxter. Inga underarter finns listade i Catalogue of Life.